# デイブ・マッケンナ
デイヴ・マッケンナ（Dave McKenna、1930年5月30日 - 2008年10月18日）は、アメリカ合衆国のジャズ・ピアニスト。ロードアイランド州出身。ソロでの演奏を得意とする。
2005年暮れまで活動していたが、2006年6月、彼のホームページには今後は演奏を行わない旨が掲示された。
2008年10月18日、ロードアイランド州ウーンソケットにて、肺がんにより78歳で亡くなった。

## ディスコグラフィ

### リーダー・アルバム
- 『ソロ・ピアノ』 - Solo Piano (1956年、ABC-Paramount)
- 『ザ・ピアノ・シーン・オブ・デイヴ・マッケンナ』 - The Piano Scene of Dave McKenna (1959年、Epic)
- 『デュアル・ピアノ・ジャズ』 - Dual Piano Jazz (1960年、Bethlehem) ※with ホール・オーヴァートン
- 『ソロ・ピアノ』 - Solo Piano (1973年、Chiaroscuro)
- Cookin' at Michael's Pub (1973年、Halcyon)
- 『デイヴ・マッケンナ・カルテット・ウィズ・ズート・シムズ』 - Dave McKenna Quartet Featuring Zoot Sims (1974年、Chiaroscuro)
- 『アローン・アット・ザ・パレス』 - Alone At The Palace (1977年、Chiaroscuro) ※with ジョー・ヴェヌーティ
- 『デイヴ・フィンガーズ・マッケンナ』 - Dave "Fingers" McKenna (1977年、Chiaroscuro)
- Giant Strides (1979年、Concord)
- 『ノー・ホールズ・バード』 - No Holds Barred (1979年、Famous Door) ※ザ・デイヴ・マッケンナ・スウィング・シックス・フィーチャリング・アル・コーン&スコット・ハミルトン名義
- 『ノー・ベース・ヒット』 - No Bass Hit (1979年、Concord Jazz) ※with スコット・ハミルトン、ジェイク・ハナ
- Piano Mover (1981年、Concord Jazz)
- A Celebration of Hoagy Carmichael (1983年、Concord)
- 『ダンシング・イン・ザ・ダーク』 - Dancing in the Dark and Other Music of Arthur Schwartz (1986年、Concord Jazz)
- 『マイ・フレンド・ザ・ピアノ』 - My Friend the Piano (1987年、Concord Jazz)
- 『ノー・モア・ウゾー・フォー・プゾー』 - No More Ouzo for Puzo (1989年、Concord Jazz)
- 『ティーチ・ミー・トゥナイト』 - Live at Maybeck Recital Hall, Volume Two (1989年、Concord Jazz)
- Christmas Ivory (1997年、Concord Jazz)
- An Intimate Evening With Dave McKenna (2002年、Arbors)

### 参加アルバム
エド・ビッカート
- Bye Bye Baby (1984年、Concord)

アービー・グリーン
- 『ブルース・アンド・アザー・シェイズ・オブ・グリーン』 - Blues and Other Shades of Green (1955年、ABC-Paramount)
- 『アービー・グリーン・ビッグ・バンド』 - All About Urbie Green and His Big Band (1956年、ABC-Paramount)

ボビー・ハケット
- 『クレオール・クッキン』 - Creole Cookin' (1967年、Verve)
- 『ライヴ・アット・ザ・ルーズヴェルト・グリル Vol.1』 - Live At The Roosevelt Grill (1970年、Chiaroscuro)
- 『ライヴ・アット・ザ・ルーズヴェルト・グリル Vol.2』 - Live At The Roosevelt Grill Vol. 2 (1975年、Chiaroscuro)
- 『ライヴ・アット・ザ・ルーズヴェルト・グリル Vol.3』 - Featuring Vic Dickenson At The Roosevelt Grill (1977年、Chiaroscuro)
- 『ライヴ・アット・ザ・ルーズヴェルト・グリル Vol.4』 - Live At The Roosevelt Grill Volume Four (1977年、Chiaroscuro)

テディ・キング
- 『アイラ・ガーシュウィンを唄う〜ディス・イズ・ニュー・テディ・キング』 - This is New (1977年、Inner City)

ズート・シムズ
- 『フロム・A・トゥ・Z』 - From A to...Z (1956年、RCA Victor) ※アル・コーン/ズート・シムズ・セクステット名義
- 『ダウン・ホーム』 - Down Home (1960年、Bethlehem)